# George Cummings
George Cummings (28 de julio de 1938-14 de diciembre de 2024) fue un guitarrista y compositor estadounidense afincado en Bayonne, Nueva Jersey, y en los últimos años, en Nashville, Tennessee.

## The Chocolate Papers
Darryl Vincent and the Flares se formó en Meridian, MS, en 1956, y Cummings se unió al grupo en 1959.
En la década de 1960, Cummings fue miembro de The Chocolate Papers, junto con Ray Sawyer, Bill Francis, Bobby Domínguez, Popeye Phillips y Jimmy "Wolf Cub" Allen. Los Chocolate Papers hicieron giras por clubes de Mississippi, Alabama y Carolina del Sur, antes de establecerse en Biloxi como banda de la casa en el popular restaurante Gus Stevens, con capacidad para 800 personas, el primer club de la Costa del Golfo que ofrecía entretenimiento de alto nivel con cabezas de cartel como Elvis Presley, Andy Griffith, Mel Tormé, Jayne Mansfield y Mamie Van Doren. The Chocolate Papers se trasladó a Chicago, pero Cummings pronto decidió formar su propia banda en la zona de Nueva York.

## Dr. Hook & The Medicine Show
Cummings alcanzó la fama con Dr. Hook & The Medicine Show, el grupo al que dio nombre y que fundó en Union City, Nueva Jersey, en 1968. Invitó a sus antiguos compañeros de banda de los Chocolate Papers, Ray Sawyer, Billy Francis y Popeye Phillips, a unirse a su nueva banda (Phillips se marchó para unirse a The Flying Burrito Brothers antes de que la banda alcanzara el éxito, y Francis se reincorporó a Cummings poco después de que se uniera Locorriere). Cummings incorporó a la banda al joven de diecinueve años Dennis Locorriere como bajista. Mientras tocaban en el club Bandbox de Union City, el dueño le preguntó a George cuál era el nombre de su banda, y de improviso escribió "Dr. Hook & the Medicine Show, Straight from the South, serving up Soul Music".
Grabaron su primer álbum para CBS/Columbia en 1970, y vendieron un millón de copias de su sencillo, "Sylvia's Mother", cuando se reeditó en julio de 1972.
El grupo fue caricaturizado en la portada de Rolling Stone.
Cummings cantó la voz principal del bajo en la segunda estrofa de "The Cover of the Rolling Stone", además de tocar la cómica guitarra principal en la pausa instrumental en los conciertos (Locorriere la tocó realmente en la grabación). También cantó "Makin' It Natural", "Penicillin Penny" (ambas escritas por Shel Silverstein) y "I Got Stoned and I Missed It" (coescrita por Cummings con Silverstein).

## Colaboraciones
En 1978, en el Muscle Shoals Sound Studio, colaboró con el legendario bluesman del Delta Big Joe Williams en uno de los últimos álbumes del cantante, The Final Years: Big Joe Williams. Coproducido por Cummings, Joe B. Stewart y Ken Hatley, este álbum fue publicado en 1993 por Gitanes Jazz/Verve.
En 2003, Cummings trabajó con Ken Hatley en la banda sonora de Florida City, un drama cinematográfica, sobre el conocimiento anticipado del Ataque a Pearl Harbor.
En la primavera de 2004, The Flares renacieron en Lebanon, Tennessee, cuando Cummings se unió a los miembros originales Jim Pasquale (guitarra) y Norman "Knobby" Lowell (batería), junto con los cantautores de Nashville Scotty Cothran, Harold Hutchcraft, Jack Bond y Forest Borders, para grabar el álbum de regreso, It Is What It Is.
En septiembre de 2005, Cummings comenzó a grabar un CD en solitario, trabajando con Pasquale y Hutchcraft.